# (641) Agnes
(641) Agnes – planetoida z pasa głównego asteroid okrążająca Słońce w ciągu 3 lat i 113 dni w średniej odległości 2,22 j.a. Została odkryta 8 września 1907 roku w Landessternwarte Heidelberg-Königstuhl w Heidelbergu przez Maxa Wolfa. Pochodzenie nazwy planetoidy nie jest znane. Przed jej nadaniem planetoida nosiła oznaczenie tymczasowe (641) 1907 ZX.